# Federação Portuguesa de Tiro com Arco
Die Federação Portuguesa de Tiro com Arco (FPTA) ist der Dachverband für Bogenschießen in Portugal. Sie wurde 1962 in Lissabon gegründet und hat ihren Sitz im Anexo ao Lar Feminino do ISEF an der Estrada da Costa in der Gemeinde Cruz Quebrada - Dafundo, im Kreis Oeiras nahe der Hauptstadt Lissabon.
Die FPTA ist Mitglied u. a. des Weltverbands World Archery Federation, des europäischen Kontinentalverbands World Archery Europe, der International Field Archery Association, des portugiesischen Dachverbands Confederação do Desporto de Portugal, und des Comité Olímpico de Portugal, das Nationale Olympische Komitee Portugals. 
22 Vereine sind Mitglied in der FPTA.(Stand: September 2015)

## Aktivitäten
Die FPTA organisiert eine Vielzahl Meisterschaften und Pokalwettbewerbe im Land, darunter Hallenmeisterschaften für alle Klassen (Prova Nacional de Sala) und die Feld-Landesmeisterschaften für Damen und Herren (Prova Nacional de Campo). Sie betreut zudem die portugiesischen Bogenschützen bei internationalen Wettbewerben, darunter die Olympischen Spiele. 
Neben dem Leistungssport fördert die FPTA das Bogenschießen auch als Breitensport. Zu den Verbandstätigkeiten gehören in dem Zusammenhang, neben der Zusammenarbeit mit Sportvereinen, insbesondere die FPTA-Werbeaktionen für das Bogenschießen in Portugal, etwa im Rahmen von offenen Sport-Tagen an Schulen oder bei anderen öffentlichen Veranstaltungen.

## Persönlichkeiten
- Carlos Reis (* 1955), olympischer Bogenschütze 1988
- Rui Santos (* 1967), zweimaliger olympischer Bogenschütze

## Organisation

### Struktur
Präsident für die Amtsperiode 2013–2016 ist Luís Miguel de Sousa Lopes Vieira (Stand September 2015). Neben der fünfköpfigen Verbandsleitung (Direção) mit Präsident und Beisitzern verfügt der Verband über eine Generalversammlung mit dreiköpfigem Vorstand (Mesa da Assembleia Geral) und vier weitere Organe:
- Fiscal único (Kontrollrat, durch einen bestellten Rechnungsprüfer)
- Conselho de Disciplina (dt.: Disziplinarrat, dreiköpfig)
- Conselho de Justiça (dt.: Rechtsrat, dreiköpfig)
- Conselho de Arbitragem (dt.: Schiedsrat, dreiköpfig)

### Mitgliedsvereine
22 Vereine sind Vollmitglieder in der FPTA (Stand: September 2015):
- Arco Besta Clube (ABCPT), Lissabon
- Arco Clube Ar Livre (ACAL), Lissabon
- Arco Clube das Caldas (ACC), Caldas da Rainha
- Associação Clube Raia Aventura (ACRA), Castelo Branco
- Associação dos Estudantes da Faculdade de Ciências e Tecnologias da Universidade Nova de Lisboa (AEFCT UNL, Studentenverband der Fakultät der Wissenschaft und Technologie der Neuen Universität Lissabon), Almada
- Associação Social e Cultural Paradense (ASCP), Caldas da Rainha
- Clube Aventura da Madeira (CAM), Funchal
- Centro de Cultura e Desporto Sintrense (CCDS), Sintra
- Clube Nacional de Ginástica (CNG), Parede
- Centro Social de Prime (CSP), Viseu
- Clube de Tiro com Arco do Porto (CTAP), Porto
- Clube de Vela de Tavira (CVT), Tavira
- Equinostrum - Clube Equestre e de Lazer de Faro (ECELF), Faro
- Futebol Clube de Alverca (FCA), Alverca do Ribatejo
- Ginásio Clube Português (GCP), Lissabon
- Ginásio Clube Vilacondense (GCV), Vila do Conde
- Juventude Albicastrense (JA), Castelo Branco
- Movimento Voluntário Desportivo (MVD), Caldas da Rainha
- Real Sport Clube (RSC), Sintra
- Sporting Clube de Portugal (SCP), Lissabon
- Sociedade Euterpe Alhandrense (SEA), Vila Franca de Xira
- Sociedade de Tiro de Viana do Castelo (STVC), Viana do Castelo

### Finanzen
Das Geschäftsjahr 2014 schloss die FPTA mit einem Überschuss von 10.038,35 € ab, nach 25.689,83 € im Vorjahr. Dabei standen den Einnahmen von insgesamt 127.897,39 € Ausgaben von insgesamt 117.072,70 € entgegen. Die Einnahmen stammten zum Großteil aus öffentlichen Zuschüssen (94.893,51 €) und nur zu gut einem Viertel aus originären Verbandstätigkeiten.
Damit ist die FPTA in einer vergleichsweise günstigen wirtschaftlichen Situation inmitten der allgemein schwierigen Lage der meisten portugiesischen Sportverbände, die sich bei sinkenden öffentlichen Zuschüssen um steigende Einnahmen und gesteigerte Kostenkontrolle bemühen, in einem wirtschaftlich anhaltend schwierigen Umfeld. Grund ist die rigide Sparpolitik der Regierung und die angespannte wirtschaftliche Gesamtsituation in Portugal in Folge der Eurokrise.